# Polo-Europameisterschaft
Die Polo-Europameisterschaft ist ein nicht jährlich stattfindendes Sportereignis, bei dem der Europameister im Polo ermittelt wird. Veranstalter ist der Weltpoloverband (FIP).
Die erste Polo-Europameisterschaft fand 1993 in St. Moritz statt. Bis 1999 wurde das Turnier alle zwei Jahre ausgetragen, von 1999 bis 2008 alle drei Jahre und seither wieder im Zweijahresrhythmus. Mit sechs Siegen, einem zweiten Platz und einem dritten Platz war bisher England die erfolgreichste Nation bei der Polo-Europameisterschaft. An zweiter Stelle der Statistik steht Frankreich mit zwei Titelgewinnen.
Vom 28. April bis zum 7. Mai 2017 wurde in Chantilly (F) erstmals eine spezielle Polo-Europameisterschaft für Frauen ausgetragen.

## Europameisterschaften (Open / Herren)

### Bisherige Turniere
| Nr.  | Jahr | Ort             | Sieger     | Ergebnis | Zweitplatzierter | Drittplatzierter |
| ---- | ---- | --------------- | ---------- | -------- | ---------------- | ---------------- |
| I    | 1993 | St. Moritz      | England    | 11 : 3   | Italien          | Schweiz          |
| II   | 1995 | Antwerpen       | England    | 8 : 2    | Deutschland      | Schweiz          |
| III  | 1997 | Mailand         | England    | 9 : 3    | Italien          | Spanien          |
| IV   | 1999 | Chantilly       | England    | 6 : 4    | Irland           | Deutschland      |
| V    | 2002 | Rom             | Frankreich | 6 : 5½   | Niederlande      | Schweden         |
| VI   | 2005 | Vreeland        | Italien    | 9 : 6    | England          | Niederlande      |
| VII  | 2008 | Hamburg         | England    | 7 : 3½   | Belgien          | Frankreich       |
| VIII | 2010 | Ebreichsdorf    | Frankreich | 10 : 8   | Spanien          | England          |
| IX   | 2012 | Sotogrande      | Spanien    | 8 : 2    | Österreich       | Irland           |
| X    | 2014 | Chantilly       | England    | 6 : 3    | Irland           | Frankreich       |
| XI   | 2016 | Berlin, Maifeld | Irland     | 7 : 4    | Frankreich       | Deutschland      |
| XII  | 2018 | Villa a Sesta   | Italien    | 8 : 4    | Aserbaidschan    | Irland           |
| XIII | 2021 | Sotogrande      | Italien    | 6 : 5    | Österreich       | Spanien          |
| XIV  | 2023 | Düsseldorf      | Spanien    | 9 : 6    | Aserbaidschan    | Deutschland      |

### Rangliste
| Rang | Nation        | Platz 1 | Platz 2 | Platz 3 |
| ---- | ------------- | ------- | ------- | ------- |
| 1.   | England       | 6       | 1       | 1       |
| 2.   | Italien       | 3       | 2       | 0       |
| 3.   | Frankreich    | 2       | 1       | 2       |
| 3.   | Spanien       | 2       | 1       | 2       |
| 5.   | Irland        | 1       | 2       | 2       |
| 6.   | Aserbaidschan | 0       | 2       | 0       |
| 6.   | Österreich    | 0       | 2       | 0       |
| 8.   | Deutschland   | 0       | 1       | 3       |
| 9.   | Niederlande   | 0       | 1       | 1       |
| 10.  | Belgien       | 0       | 1       | 0       |
| 11.  | Schweiz       | 0       | 0       | 2       |
| 12.  | Schweden      | 0       | 0       | 1       |

(Stand 2023)

### Vorläufer: Europäische Kontinentalmeisterschaft
Federführend war die Central European Polo Association (CEPA), die von 1929 bis 1939 bestand und 2009 wiedergegründet wurde.
| Nr. | Jahr | Ort     | Sieger     | Ergebnis | Zweitplatzierter | Drittplatzierter                       |
| --- | ---- | ------- | ---------- | -------- | ---------------- | -------------------------------------- |
| I   | 1937 | Hamburg | Frankreich | 5 : 4    | Ungarn           | – a                                    |
| II  | 1938 | Vittel  | Frankreich | 9 : 4½   | Belgien          | Deutsches Reich / Königreich Italien b |
| III | 1939 | Hamburg | Ungarn     | 9 : 4½   | Deutsches Reich  | + Mixed Team c                         |

## Damen-Europameisterschaften

### Bisherige Turniere
| Nr. | Jahr | Ort           | Sieger      | Ergebnis | Zweitplatzierter | Drittplatzierter |
| --- | ---- | ------------- | ----------- | -------- | ---------------- | ---------------- |
| I   | 2017 | Chantilly     | Italien     | 5 : 4    | Frankreich       | Deutschland      |
| II  | 2018 | Villa a Sesta | Deutschland | 9 : 4½   | Italien          | Niederlande      |
| III | 2021 | Mailand       | Italien     | 6½ : 6   | England          | Irland           |
| IV  | 2023 | Punta Ala     | Deutschland | 6 : 2    | Italien          | Frankreich       |

### Rangliste
| Rang | Nation      | Platz 1 | Platz 2 | Platz 3 |
| ---- | ----------- | ------- | ------- | ------- |
| 1.   | Italien     | 2       | 2       | 0       |
| 2.   | Deutschland | 2       | 0       | 1       |
| 3.   | Frankreich  | 0       | 1       | 1       |
| 4.   | England     | 0       | 1       | 0       |
| 5.   | Irland      | 0       | 0       | 1       |
| 5.   | Niederlande | 0       | 0       | 1       |

(Stand 2023)

## Polo-Europameisterschaft 2016
Die Mannschaften der Polo-Europameisterschaft 2016 wurden folgendermaßen aufgestellt:
| Platz | Land        | Teamhandicap | Spieler               | Spieler                 | Spieler               | Spieler                       |
| ----- | ----------- | ------------ | --------------------- | ----------------------- | --------------------- | ----------------------------- |
| 1     | Irland      | +8           | Creighton Boyd (0)    | Stephen Hutchinson (+1) | Max Hutchinson (+3)   | Michael Henderson (+4)        |
| 2     | Frankreich  | +8           | Julien Reynes (+3)    | Florent Garaud (+3)     | Louis Jarring (+2)    | Tancrède Viguie-Desplaces (0) |
| 3     | Deutschland | +8           | Caspar Crasemann (+3) | Caesar Crasemann (+2)   | Heinrich Dumrath (+3) | Niklas Steinle (0)            |